# Fernão Teles da Silva, 2.º Marquês de Alegrete
Fernão Teles da Silva, 2.º Marquês de Alegrete e 3.° Conde de Vilar Maior, (15 de outubro de 1662 – 7 de julho de 1734) foi um nobre português. Sendo erigida a Academia Real de História Portuguesa, foi um dos seus censores. Deputado da Junta dos Três Estados.

## Biografia
Tomou parte na Guerra da Sucessão de Espanha, em 1704, sendo 3.º conde de Vilar Maior, como ajudante de campo de D. Pedro II de Portugal, que resolvera ir pessoalmente tomar o comando das tropas. 
Em 1707 foi encarregado de ir a Viena buscar a arquiduquesa Maria Ana de Áustria, ou de Habsburgo, noiva destinada de D. João V de Portugal. A embaixada tornou-se célebre pelo extraordinário fausto que ostentou. Dela se publicou em Viena, no ano de 1717, uma minuciosa descrição em português, escrita pelo padre Francisco da Fonseca.
Quando voltou a Lisboa, seu pai era falecido, e recebeu o título de marquês de Alegrete. Acompanhava-o António Rodrigues da Costa, que acompanhara seu pai às negociações para o casamento de D. Pedro II de Portugal com a filha do Eleitor Palatino.
Foi nomeado vedor da fazenda da repartição de contas e casa, assim como teve os cargos de gentil-homem da câmara de D. João V e conselheiro de Estado. Sendo homem de reconhecida instrução e muito versado na língua latina, foi um dos indigitados para membro da Academia Real de História, fundada em 1720, e escolhido para um dos censores. A Academia encarregou-o então de escrever em latim a história eclesiástica do bispado de Elvas, comissão de que não chegou a desempenhar-se completamente porque não a imprimiu, e parece que não concluiu também outra obra - Heloisa sacra, de que D. António Caetano de Sousa fala com louvor na sua Historia genealógica. 
Nas colecções da Academia saíram publicadas muitas das suas orações e declarações, contas dos seus estudos, etc. 
Escreveu uma carta em latim elogiando a obra de seu pai acerca da vida de D. João II; um soneto castelhano em louvor do Theatro genealógico da casa de Sousa. Na livraria dos condes de Tarouca guarda-se uma preciosa colecção de cartas deste Marquês de Alegrete para seu irmão o Conde de Tarouca, embaixador em várias cortes da Europa, uma história desenvolvida de tudo o que se passou no reinado de D. João V, durante um largo período dele, escrita com a máxima liberdade, independência e franqueza.

## Casamento e descendência

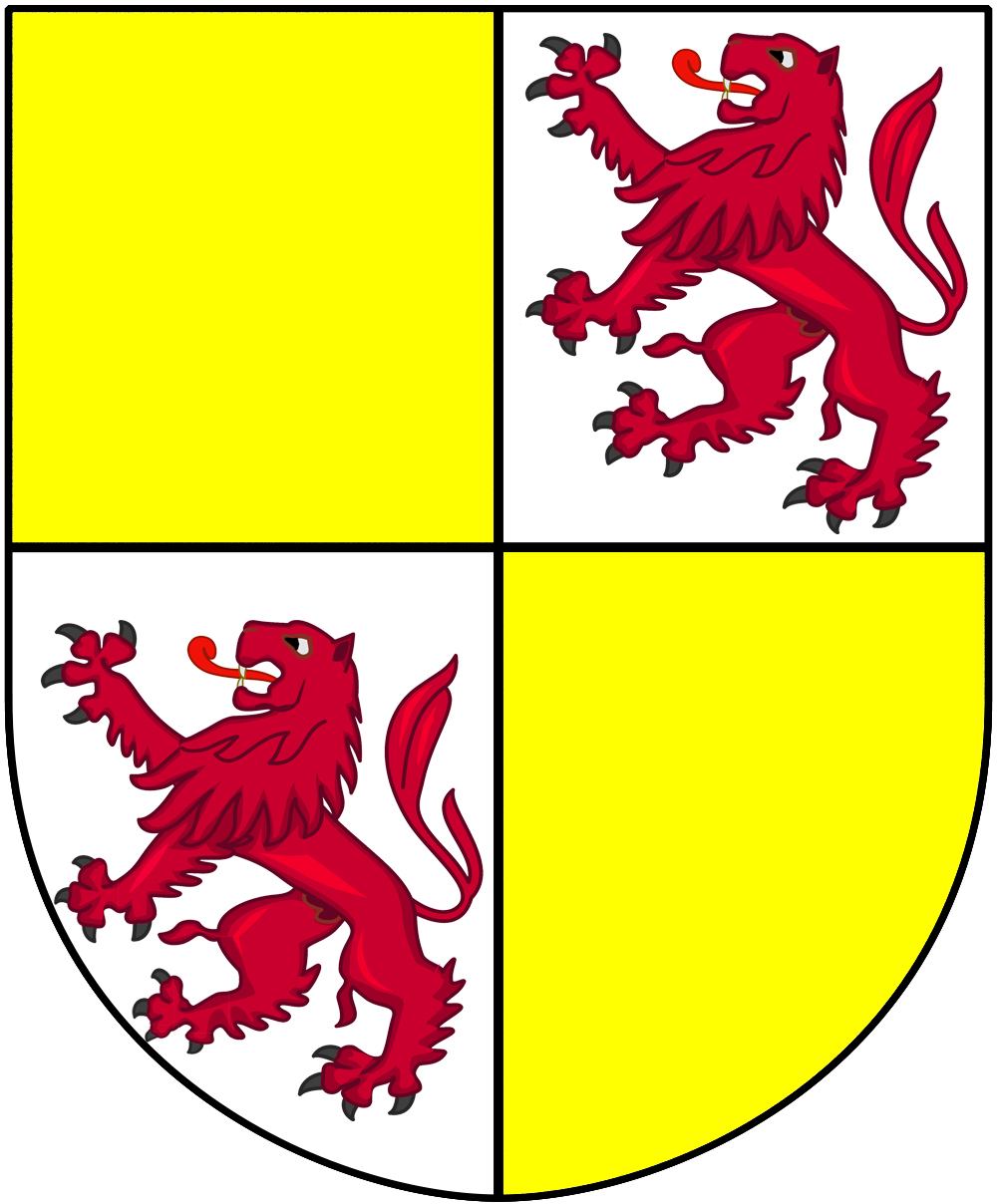
Brasão da família Teles da Silva, Marqueses de Alegrete.

Casou com Helena de Noronha, filha de D. Tomás de Noronha, 3.º conde dos Arcos, e de D. Madalena de Borbon, filha de D. Luís de Lima Brito e Nogueira, 1° Conde dos Arcos. Helena era viúva de D. Estêvão de Menezes, Senhor da Casa de Tarouca. 
- 1 - Manuel Teles da Silva (1682-1736) 3.° Marquês de Alegrete e 4° Conde de Vilar Maior. Casou em 1698 com Eugênia Rosa de Lorena (morta em 1724) filha de D. Nuno, 1.º duque de Cadaval, e Margarida de Lorena.

* A - Seu filho, também batizado Fernão Teles da Silva, foi o 4.º Marquês de Alegrete e 5.º conde de Vilar Maior. Nasceu em 8 de outubro de 1703. Casou em 13 de junho de 1722 com sua tia e prima, D. Maria de Menezes, morta em 1727. Presidente da câmara de Lisboa, gentil-Homem da câmara de D. José I de Portugal, capitão de cavalaria dum dos regimentos da corte, teve por sucessor o filho Manuel Teles da Silva, 6.º Conde de Vilar Maior, que pelo seu 2.º casamento foi Marquês de Penalva. Descendentes de Fernão Teles da Silva, 4.º Marquês de Alegrete:
I - Manuel Teles da Silva, nascido em 1727, 6° Conde de Vilar Maior e 2.º marquês de Penalva, casado com sua prima D. Francisca de Assis Mascarenhas (morta em 1746), filha do 3.º conde de Óbidos, e depois com sua outra prima D. Eugênia Mariana Josefa de Menezes da Silva, filha de D. Estêvão de Meneses, 1° marquês de Penalva, e de D. Maria de Lorena abaixo; Eugênia era 2ª marquesa de Penalva e 6ª condessa de Tarouca. As armas das duas casas (Alegrete e Penalva), depois de reunidas, ficaram compostas pelas primeiras (Teles da Silva) e pelas segundas (Menezes de Tarouca).
II - Joana Josefa de Meneses, nascida em 1723 e em 1744 casada com João de Sousa, herdeiro do marquês das Minas.
III- Maria Josefa de Bragança, nascida em 1725, casada com D. Tomás de Lima, 13° Visconde de Vila Nova de Cerveira.
IV - Helena Josefa de Lorena, nascida em 1727, casada com D. Manuel de Assis Mascarenhas, 3° conde de Óbidos.
- B -Nuno da Silva, nascido em 29 de novembro de 1709. Tesoureiro mor de Lamego, renunciou à carreira eclesiástica e casou com D. Maria Josefa da Gama, herdeira da casa da Vidigueira, filha do 3.º marquês de Niza;

- C - Margarida, nascida em 26 de janeiro de 1700, casada com o primo, D. Estêvão de Menezes, 5° conde de Tarouca;

- D - D. Helena de Lorena, nascida em 3 de fevereiro de 1704, casada com D. Manuel de Assis Mascarenhas, 3° conde de Óbidos, Meirinho-mor do reino.

- E - Ana Clara de Lorena, nascida em 12 de agosto de 1710 e morta em 1713.

- F - Maria de Lorena, casada com D. Estêvão de Menezes, 1° Marquês de Penalva, filho de João Gomes da Silva, 4° conde de Tarouca, e D. Joana Rosa de Meneses. Pais de Eugênia Josefa de Menezes, que casou com o primo, Manuel Teles da Silva, acima, Marquês de Alegrete.

- G - outra D. Maria de Lorena, nascida em 20 de junho de 1716, casada em 17 de agosto de 1733 com seu primo, D. Pedro de Noronha, 3.º marquês de Angeja.

- H - D. Luísa de Lorena, nascida em 5 de fevereiro de 1712, casada com D. Francisco Paulo de Portugal e Castro, 8° conde de Vimioso e 2° marquês de Valença (1679-1749). Ela desde cedo se dedicou aos clássicos e à história.